# Tergit

Anatomie einer Wespen-Arbeiterin
17: 5. Sternit; 19: 3. Tergit

Als Tergit oder Tergum (lateinisch tergum ‚Rücken‘) oder Rückenplatte wird das dorsale (rückenseitige) Sklerit, eine sklerotisierte Chitinplatte des Exoskeletts von Gliederfüßern, bezeichnet. Es ist Bestandteil der Körpersegmente, die äußerlich des Weiteren aus einer mit dem Tergit durch zwei seitliche Flankenhäute oder Flankenplatten (Pleurite) verbundenen Bauchplatte (Sternit) bestehen. Fortsätze der Tergiten werden Tergalfortsätze genannt.

## Besonderheiten bei verschiedenen Tiergruppen
Insekten
Bei Insekten wird der Vorderabschnitt des abdominalen Tergums als Notum bezeichnet, der hintere Abschnitt als Postnotum. Das Tergum des Brustabschnittes flugfähiger Insekten ist besonders versteift, denn es stellt den Hauptansatz der Flügelmuskulatur dar. Gleichzeitig sind die Skleriten gegen Nachbarsklerite des Tergums elastisch beweglich, um die Flügel- und Muskelbewegungen energiesparend zu unterstützen.
Tausendfüßer
Bei Doppelfüßern (Tausendfüßer) bedecken die hinteren Tergite jeweils zwei Segmente (mit jeweils zwei Sterniten und zwei Beinpaaren).
Die Tergite der 2. bis 6. Segmente von Wenigfüßern bedecken jeweils ein Segment und tragen jeweils ein deutlich sichtbares Sinnesorgan in Form einer langen Borste (Trichobothrium). Bei anderen Segmenten können die Rückenplatten reduziert sein.
Mit Zwergfüßern verhält es sich umgekehrt: Sie bilden teilweise sogar zwei Rückenplatten pro Segment aus.
Krebstiere

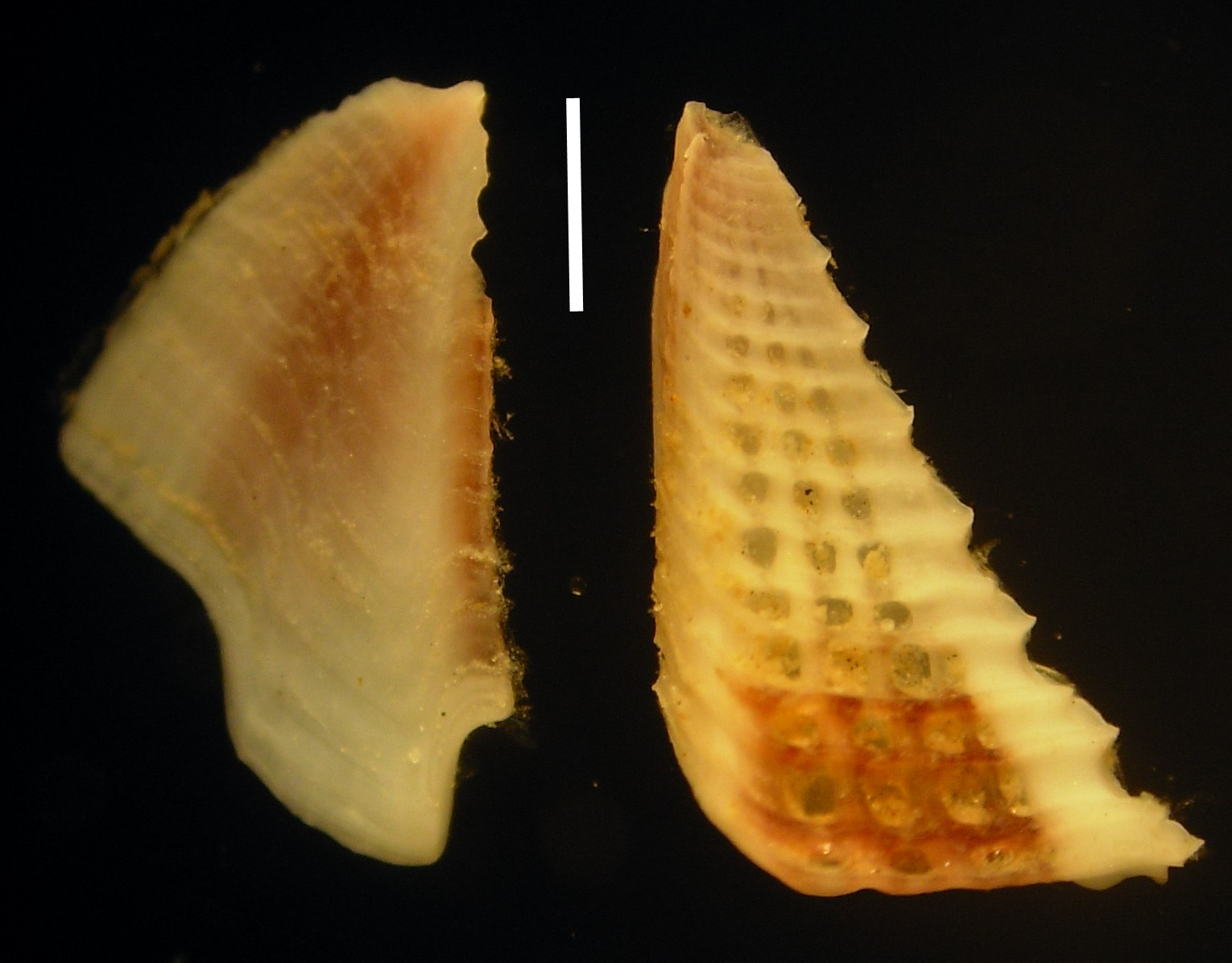
Tergum (links) und Scutum (rechts) der Seepocke Balanus trigonus

Krebstiere besitzen oft harte Bedeckungen der Körperoberseite, bei Seepocken als distinktes Tergum. Bei Höheren Krebsen sind Kopfstrukturen mit Tergiten mehrerer Segmente zu einer einheitlichen Fläche, dem Carapax, verschmolzen.